# Преструд, Кристиан
Кристиан Преструд (норв. Kristian Prestrud) — лейтенант военно-морских сил Норвегии и исследователь Антарктики, который принял участие в антарктической экспедиции Руаля Амундсена (1910—1912). Преструд был начальником санной партии к Земле короля Эдуарда VII. В экспедиции он занимался исследованиями и метеорологическими измерениями, помогая Ялмару Йохансену.
Родился в семье крестьянина, который потом купил собственную ферму и работал на ликероводочном заводе. Кристиан Преструд учился в школе в Хамаре, в 15 лет пошёл в море; в 17-летнем возрасте был принят в Военно-морскую академию в Хортене. В 1902 году удостоен звания второго лейтенанта, в 1905 году повышен до звания первого лейтенанта. Несколько лет прослужил в торговом флоте. Вместе с Эйнаром Сем-Якобсеном экспериментировал с воздушными змеями, способными поднять человека на высоту до 600 м. На этой почве познакомился с Амундсеном, который рассчитывал использовать змеев для ледовой разведки в Антарктиде.
В составе группы из восьми человек 8 сентября 1911 года Преструд предпринял безуспешную попытку достичь Южный полюс. Полярники решили добраться до склада на 80° ю. ш., разгрузить там нарты и возвращаться во «Фрамхейм». На обратном пути малоопытному Преструду спас жизнь Йохансен. Позднее, Йохансен, Преструд и Стубберуд были направлены к Земле короля Эдуарда VII. Поход состоялся ноябре-декабре 1911 года. Достигнув гор Александры (77°11′ ю. ш. 154°32′ з. д.) 3 декабря 1911 года, Преструд воздвиг там каирн, сохранившийся до наших дней и являющийся одним из исторических мест Антарктиды. Однако значимых открытий сделать не удалось.
За участие в антарктической экспедиции Преструд был награждён Медалью Южного Полюса (норв. Sydpolsmedaljen); стал кавалером датского ордена Данеброг, французского Ордена Почетного легиона, голландского Ордена Оранж-Нассау и бельгийского ордена Леопольда. В 1913—1921 годах служил на военных судах, удостоился капитанского звания. До 1923 года был наставником наследника престола, вместе с королём участвовал в государственных визитах в Бельгию и Нидерланды. В 1923—1927 годах служил военно-морским атташе в Англии и Франции. В 1927 году был назначен начальником порта Кристиансанн, 11 ноября того же года по неизвестной причине покончил с собой, застрелившись.
Был женат на Ранди Устеруд (с 1915 года), имел сына Коре и дочь Кирсти.